# Creative Artists Agency
Creative Artists Agency (CAA) é uma agência de talentos americana com sede em Los Angeles, Califórnia. A CAA possui uma grande lista de clientes, incluindo JJ Abrams, Mark Tuan, George Clooney, Marion Cotillard, Tom Cruise, Michael Douglas, Tom Hanks, David Letterman, Brad Pitt, Martin Scorsese, Will Smith, Steven Spielberg, Sharon Stone, Meryl Streep, Fifth Harmony e entre outras estrelas e cineastas. Seus clientes corporativos são a Coca-Cola e a Mattel.

## História
Durante um jantar em 1975, Mike Rosenfeld, Michael Ovitz, Ron Meyer, William Haber e Rowland Perkins decidiram criar sua própria agência. O plano precoce era formar uma agência de porte médio, ter serviços completos, dividir os lucros igualmente e não possuí títulos formais ou listas de clientes individuais. A empresa foi incorporada em Delaware e possuía empréstimo bancário de $ 21.000.
Representando numerosos atores e tendo cerca de US$ 90 milhões em reservas anuais no final da década de 1980, Ovitz levou a agência a expandir para o negócio do cinema. Em meados da década de 1990, a CAA tinha 550 funcionários, cerca de 1.400 celebridades de Hollywood e US$ 150 milhões em receita. Ovitz destacou-se em negociar entre grandes conglomerados japoneses, como Sony e Matsushita. Em 1992, a Coca-Cola encarregou a CAA de grande parte de sua campanha de marketing.
Em 1995, no entanto, houve grandes mudanças na gestão: Ron Meyer foi trabalhar na MCA e Ovitz partiu para a Disney. A partida de Ovitz e Meyer trouxe êxodo de alguns dos principais nomes da CAA. Então os sócios fundaram a Fundação CAA em 1996 para criar mudanças sociais positivas, incentivar o voluntariado, parcerias e doações. Em 2003 a agência abriu um escritório em Nova York. De 2005 a 2015, a CAA desenvolveu uma maior disciplina fiscal, com maior ênfase nos lucros e dobrou de tamanho, de 750 para 1.500 funcionários.